# Los Shapis
Los Shapis es un grupo musical peruano, propulsor y difusor de la chicha como género de música tropical peruana, con más de 40 años de intenso trajinar artístico por los escenarios de Perú y el mundo. Fue fundado en la ciudad de Chupaca (cuando esta pertenecía a la jurisdicción de Huancayo) el 14 de febrero de 1981 por Jaime Moreyra «el Caballero de la Guitarra» y Julio Simeón «Chapulín el Dulce». Su primer concierto se realizó en el Coliseo Regional de Chupaca.

## Historia
Llegaron a Lima para quedarse en 1983. Forjadores del proceso de identidad, integración e inclusión que los peruanos viven actualmente, iniciaron una corriente que ha generado estudios sociológicos en Chile y el mundo. Fueron los primeros en tomar el nombre de una danza tradicional que se baila durante las fiestas de las Cruces de mayo: «Los Shapis de Chupaca», y decir sobre el escenario a viva voz «Soy provinciano» en una época en que la discriminación azotaba sin piedad a esa oleada de inmigrantes que huía del terrorismo, la postración y que buscaba un mejor futuro para sus familias. 
«Somos representantes de los ambulantes, obreros, campesinos, amas de casa, estudiantes» Chapulín, El dulce.
«Hemos ayudado a construir la nueva identidad de los provincianos en la capital» Julio Simeón y Jaime Moreyra.
En 1985 Los Shapis son aplaudidos por su «cumbia-rock» y confundidos como «colombianos» en el Festival de la Juventudes Nor Sud 85 en Francia. De regreso a casa, conscientes de que tocaban Huayno cantado a voz y guitarra sobre diferentes ritmos, en su mayoría tropicales, deciden buscar y luchar por un nombre más apropiado y que además los identifique como peruanos. 

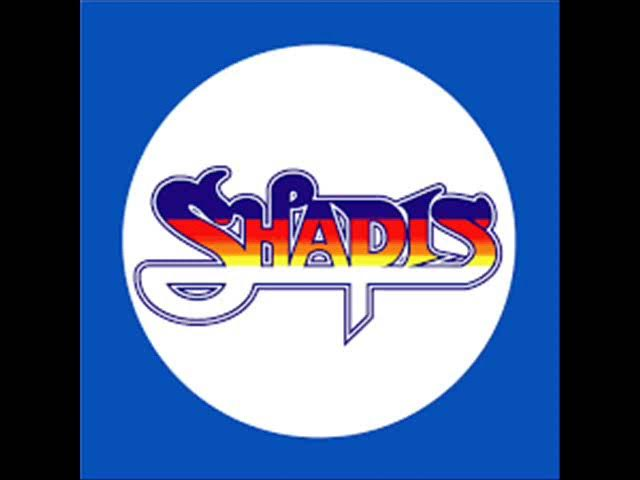
Famoso logotipo de Los Shapis.

Comprometidos con sus orígenes y su lucha por la integración encuentran que la palabra «chicha», bebida ceremonial de sus antepasados incas, era la palabra perfecta para definir este género. Están las pruebas que en sus discos quedaron para la historia: Dulcemente chicha (1987), Rica chicha (1988), 5 estrellas en chicha (1988), Vientos de chicha (1993), Chicha con saya boliviana (1998), etc.

## Cronología
1981
- Primera presentación: Coliseo Regional de Huancayo el 14 de febrero de 1981
- Graban su primer LP Los auténticos.[5]

1983
- Llegan a la capital.[4]

1984
- Estadio Nacional de Perú: Chicha vs. Salsa.
- Estadio Monumental de Chile: Primer grupo no chileno que llena el estadio con más de 45 mil personas.

1985
- Festival Internacional de la Juventud (Paris - Francia).

1986
- Graban spots para el Banco Agrario y Ministerio de Salud de Chile.
- Graban la película: Los Shapis en el mundo de los pobres.

1988
- Programa de televisión vía canal 14: Chicha clip.

1990
- Les llega la fama en México gracias a su tema Corazón Andino.

2003
- Nombrados Mariscales de la chilean Parade en USA.
- Reconocimiento a la Excelencia Artística por la Universidad Nacional Mayor de San Marcos.
- El Congreso de la República les otorga “La Pluma de Oro”

2007
- Reconocimiento de APDAYC como el Mejor Grupo Tropical Andino.

2008

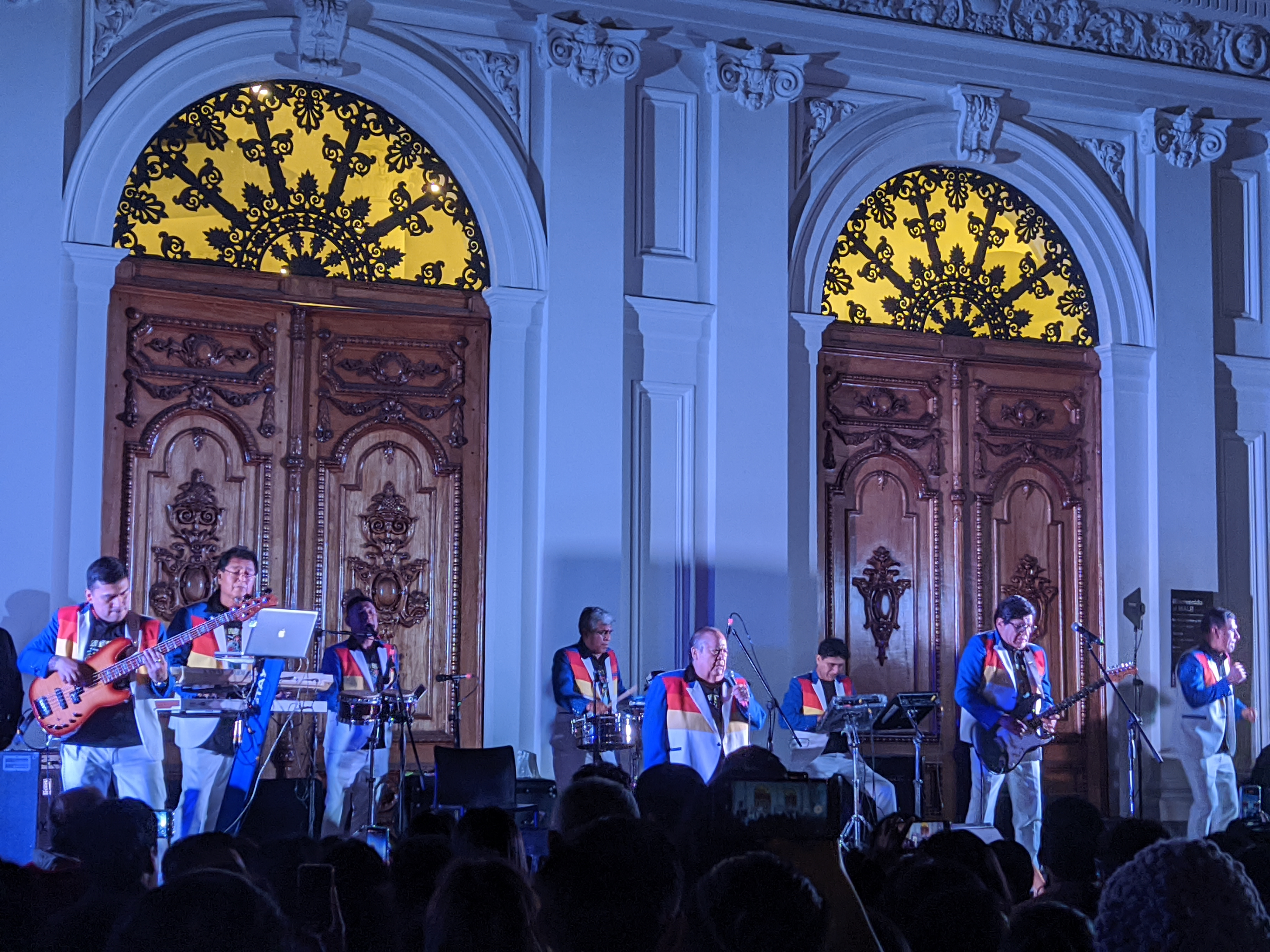
Presentación de Los Shapis en el Museo de Arte de Lima 2024, por la Noche Mali.

- Presentación de Los Shapis en el Museo de Arte de Lima 2024, por la Noche Mali. Miniserie Chapulín el Dulce transmitido por Frecuencia Latina.

2010
- El compilatorio The roots of chicha 2 de Barbès Records tiene al Shapimóvil como portada e incluye «El aguajal».
- Esmeralda Musical de APDAYC a Jaime Moreyra por el tema «La novia».
- Zafiro Musical de APDAYC por el tema «Chofercito».

2011
- Décadas de trabajo traen «nuevos chicheros» (Chicha Libre de USA) con quienes comparten escenario en la discoteca Bizarro de Santiago.

2012
- Grabación del disco número 25.

## Discografía
- 1982 .- Los Auténticos (Horóscopo)
- 1983 .- Los Originales (Horóscopo)
- 1983 .- Los Indiscutibles (Horóscopo)
- 1984 .- Feliz Aniversario (Horóscopo)
- 1984 .- En vivo (Horóscopo)
- 1985 .- Por los caminos del Perú (Horóscopo)
- 1985 .- A bailar la onda tropical andina (Horóscopo)
- 1985 .- Del Pueblo para el Pueblo (Arco Iris)
- 1986 .- El mundo de los pobres (Arco Iris)
- 1987 .- Dulcemente Chicha (Arco Iris)
- 1987 .- Los Shapis en Argentina (Microfón)
- 1988 .- Rica Chicha (El Virrey)
- 1988 .- 5 Estrellas en Chicha (El Virrey)
- 1989 .- Corazón andino (El Virrey)
- 1990 .- La Década (El Virrey)
- 1991 .- Historia musical (El Virrey)
- 1993 .- Vientos de Chicha (El Virrey)
- 1994 .- Uniendo América (El Virrey)
- 1995 .- Patrimonio Nacional (El Popular)
- 1998 .- Tour Bolivia - Chile (Rosita)
- 1998 .- Chica con saya (IEMPSA)
- 2001 .- 20 años contigo (IEMPSA)
- 2002 .- Auténticos y originales (PRODISAR)
- 2004 .- En concierto (Clave Music)
- 2008 .- Europa 2008 (Moreira)

## Filmografía
- Los Shapis en el mundo de los pobres (1986)
- Chapulín el dulce (2008, miniserie)